# Herri Norte Taldea
Herri Norte Taldea (en español: Grupo Norte Popular) o también conocido como H.N.T., es un grupo conformado por hinchas radicales del Athletic Club.

## Historia
Herri Norte fue creado en una reunión de jóvenes aficionados al Athletic en 1981 y entran por primera vez al futbol de forma organizada en 1982. Al poco de su creación se remodeló la grada norte del estadio San Mamés, donde se asientan para acoger la Copa Mundial de Fútbol de 1982. A finales de los años 80, coincidiendo también con una mala época para el Athletic Club, Herri Norte sufrió una crisis interna, en la que el grupo se dividió en dos bandos los HN-Taldea y los HN-Boys. Finalmente, Boys fueron expulsados del grupo, ya que a pesar de ser las dos facciones de izquierdas los Herri Norte Boys querían centrarse más en animar al equipo con un estilo de grada más ultra italiano, a lo que los Taldea se negaban. 
A principios de los años 90 Herri Norte pasa a llamarse Herri Norte Taldea y creció considerablemente coincidiendo con el aumento de la popularidad de la subcultura Skin Head y Red Skin en el País Vasco, creándose secciones hasta fuera del País Vasco y se convirtió en un grupo de estilo hooligan inglés y antiultra. Desde entonces, el grupo ha realizado varios actos de carácter antifascista, como en el día del inmigrante, invitando a más de cien africanos de la organización Afro-vasca.
En diciembre de 2018, Herri Norte Taldea es incluida en la lista provisional de aficiones radicales y violentas que elabora la Comisión Estatal contra la Violencia, el Racismo, la Xenofobia y la Intolerancia en el Deporte.
El 26 de septiembre de 2024, durante el partido de Liga Europa que jugó el Athletic Club en el Olímpico de Roma, un grupo de hinchas de Herri Norte ubicados en la grada visitante lanzaron bengalas a los aficionados del equipo local. Al término del partido, los capitanes del Athletic Óscar de Marcos e Iñaki Williams se dirigieron a donde ellos y les recriminaron su acción. Posteriormente, el entrenador Ernesto Valverde y Ander Herrera también criticaron los hechos ante los medios de comunicación. Esa misma noche, el Athletic Club condenó el suceso mediante un extenso comunicado y pidió disculpas a la AS Roma y a sus aficionados, a la espera de una probable sanción de la UEFA. Finalmente, el organismo europeo multó al Athletic Club con 30 000 euros y la imposibilidad de vender entradas para el siguiente partido a domicilio de la Liga Europa; en respuesta, la entidad bilbaína anunció mediante un comunicado la identificación –por parte de la policía italiana y de la Ertzaintza– de quince individuos relacionados con el suceso, de los cuales diez pertenecerían a Herri Norte (siendo dos de ellos socios del club) y otros cinco al grupo radical Ultramarine del Girondins de Burdeos francés, contra los que ejercerá distintas medidas como la imposibilidad de acceder a las instalaciones del club y la expulsión de los socios implicados y de quienes colaboren con ellos, además, tratará de que los quince implicados se hagan cargo de la multa.